# Stan Vickers
Stanley Frank Vickers, detto Stan (Lewisham, 18 giugno 1932 – Seaford, 17 aprile 2013), è stato un marciatore britannico.

## Carriera
Gareggiò all'Olimpiade di Roma del 1960, dove arrivò terzo, stremato per la fatica, tanto da dover essere portato in ospedale.

## Palmarès
| Anno | Manifestazione  | Sede      | Evento       | Risultato | Prestazione | Note |
| ---- | --------------- | --------- | ------------ | --------- | ----------- | ---- |
| 1956 | Giochi olimpici | Melbourne | Marcia 20 km | 5º        | 1h32'34"2   |      |
| 1958 | Europei         | Stoccolma | Marcia 20 km | Oro       | 1h33'09"0   |      |
| 1960 | Giochi olimpici | Roma      | Marcia 20 km | Bronzo    | 1h34'56"4   |      |